# Gaj (Konin)
Gaj – osiedle miasta Konina, należące do dzielnicy Gosławice. Osiedle to składa się mniejszych domków jednorodzinnych i jest ulicówką. Osiedle znajduje się nad brzegiem jeziora Pątnowskiego, w pobliżu przesmyku między jeziorem Pątnowskim, a Gosławskim. Osiedle znajduje się przy drodze krajowej nr 25.